# MC IG
Guilherme Sérgio Ramos de Souza (São Paulo, 10 de maio de 1997) mais conhecido como MC IG, é um cantor, compositor e empresário brasileiro. Ele ficou conhecido pelos seus singles “3 Dias Virado”, “Goodnight Menina” e pela canção “Let’s go 4” lançado em 2023.

## Carreira
MC IG é natural de Vila Medeiros, bairro da região norte da cidade de São Paulo. Lançou seu primeiro trabalho, o EP MC IG, em 2015. Sua carreira começou a ganhar maior popularidade em 2018 com a música "3 Dias Virado", do álbum "Lavagem Cerebral", cujo clipe passou de 300 milhões de visualizações no YouTube, lançado pela gravadora GR6 Explode. Liberou três projetos: Diamante (2020), com músicas como "Pela Marginal" e "Lembra", O que o Igor Guilherme Anda Pensando (2022), composto por faixas como "Noite Paulista", "OQIGAP?" e "Goodnight Menina" e Ninguém Tá Puro (2023), com "Noite Fria". Em 2023, assinou com a Warner Music Brasil e lançou o álbum Meu Nome Não É Igor%.
Em 2023, a música "Let's Go 4", que traz MC IG como um dos artistas, permaneceu mais de 4 meses entre as mais tocadas nas plataformas digitais no Brasil, sendo 3 meses no topo da parada de músicas brasileiras do Spotify.

## Discografia

### Álbuns
- MC IG (2015)
- Lavagem Cerebral (2018)
- Diamante (2020)
- O que o Igor Guilherme Anda Pensando ? (2022)
- Ninguém Tá Puro! (2023)
- Meu Nome Não É Igor % (2023)
- Todo Mundo Odeia o IG (2024)
- Bad Boys (2024)
- Dr. Igor Guilherme (2024)
- Feliz no Simples (2025)